# Жінки в Албанії
Жінки в Албанії з північного регіону Ґеґ проживають у консервативному патріархальному суспільстві. У такому традиційному суспільстві жінки мають підлеглі ролі в громадах ґеґи, вірять у «переважання чоловіків». Це відбувається незважаючи на прихід демократії та прийняття вільної ринкової економіки в Албанії після періоду, що був під комуністичною партією праці. Албанська культура ґеґів базується на 500-річному Кануні з Леке-Дукаджіні, традиційному кодексі поведінки ґеґів, де головна роль жінок полягає в тому, щоб піклуватися про дітей і дбати про будинок. 
Перша жіноча асоціація в Албанії була заснована в 1909 році. 

## Історія

### Традиційний соціальний статус Тоски
Історично матріархальні, тоські албанці з південної та центральної Албанії цінували рівність між статями, релігійністю та сексуальністю.

### Традиційний соціальний статус
Від жінок очікують вірності чоловікам, а одружені албанки вважаються власністю своїх чоловіків. У патріархальному суспільстві албанців ґеґи менша прихильність до дочок.
До Другої світової війни деякі албанки-ґеґи були звичайними наложницями чоловіків, що живуть у гірських районах. Важливість, яку надають чоловіки гег цноті жінок до одруження, призвела до того, що жінки платили за відновлення цноти. Попри ризик інфекцій і запалень, сексуально активні жінки таємно роблять «просту 20-хвилинну гінекологічну» операцію в містах ґеґів, щоб «знову стати дівами». Ті ж клініки повідомляють, що чоловіки запрошують наречених, щоб перевіряти їх цноту, бо вони не могли кровоточити у весільні ночі.

### Традиційний статус жінок Лаберії
Населення Лаберії було патріархальним суспільством, але не настільки, як ґеґи. Як і серед чорногорців, жінки в Лаберії були змушені виконувати всю тяжку роботу.

### Присяга невинності жінок ґеґів

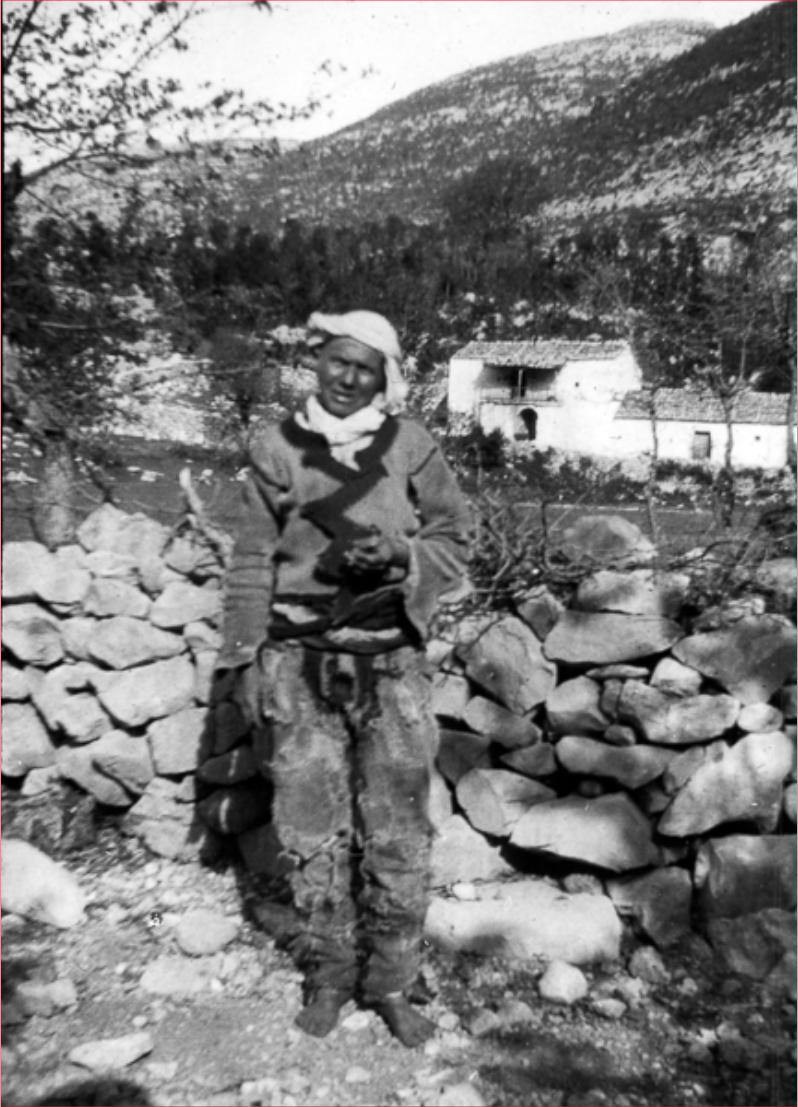
Дівчина після присяги невинності в Рапші, Хоті, Османській Албанії на поч. 20 ст.

У минулому одиначки, неодружені албанки, могли взяти на себе чоловічу роль голови сім'ї, «прийнявши присягу невинності» – це роль, яка охоплювала б право жити по-чоловічому: носити зброю, мати власність і змогу вільно пересуватися, одягатися як чоловіки, називатися чоловічими іменами, якщо хочуть відстоювати автономію, уникати укладення шлюбів і бути в компанії чоловіків, коли до них ставляться як до чоловіків.
У зв'язку з наданням переваги народженню синів над дочками звичайним зустрічати вагітних албанок фразою «të lindtë një djalë»: «Нехай це буде син» (див. Селективні аборти). На півночі Албанії, як, наприклад, у Мірдіті й прилеглих гірських районах, є традицією албанкам одружуватись тільки після того, як вони народили перших синів.

### Традиційні страви
Жінки в центральній Албанії, особливо в Ельбасані та сусідніх регіонах, традиційно готують солодкий дегустаційний балакум під час щорічного весняного фестивалю Dita e Verës, який відзначається 14 березня. З іншого боку, мусульманські албанки, особливо жінки із секти Ісламських Бекташ, готують пудинг, відомий як Ашура, з таких інгредієнтів як паростки пшениці, цукор, сушені фрукти, подрібнені горіхи та кориця, а після 10-го дня настає мастет, період голодування.

## Права жінок в албанській політиці

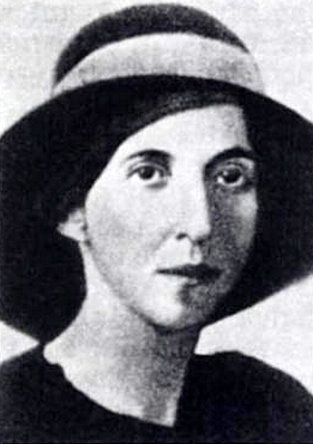
Урані Румбо (1895—1936) — албанська феміністка, педагогиня і драматургиня, яка сприяла вихованню жінок

У 1920 році Урані Румбо та інші заснували в місті Гірокастрі Lidhja e Gruas – одну з найважливіших феміністських організацій, що сприяють емансипації албанок. Вони опублікували заяву в газеті Drita, протестуючи проти дискримінації жінок і соціальних умов. У 1923 році Урані Румбо також була частиною кампанії, яка дозволила дівчатам відвідувати «хлопчачі» ліцеї в Гірокастрі.
Обмежене жіноче виборче право албанкам надали в 1920 році, а повне право голосу вони отримали в 1945, але, як і в інших комуністичних державах, громадянські права як жінок, так і чоловіків були символічними через авторитарний характер уряду. Комуністичним урядом Албанії пропагувалась офіційна ідеологія гендерної рівності. На перших демократичних виборах після падіння комунізму кількість депутаток у парламенті зменшилася з 75 до 9 в останньому парламенті комуністичної Албанії. У неспокійний період після 1991 року становище жінок погіршилося. Серед албанців існує релігійне відродження, яке у випадку з мусульманами іноді означає, що жінки повертаються до традиційної ролі матері та економки. Станом на 2013 рік жінки становили 22,9 % парламенту.

## Шлюб, народжуваність, аборти

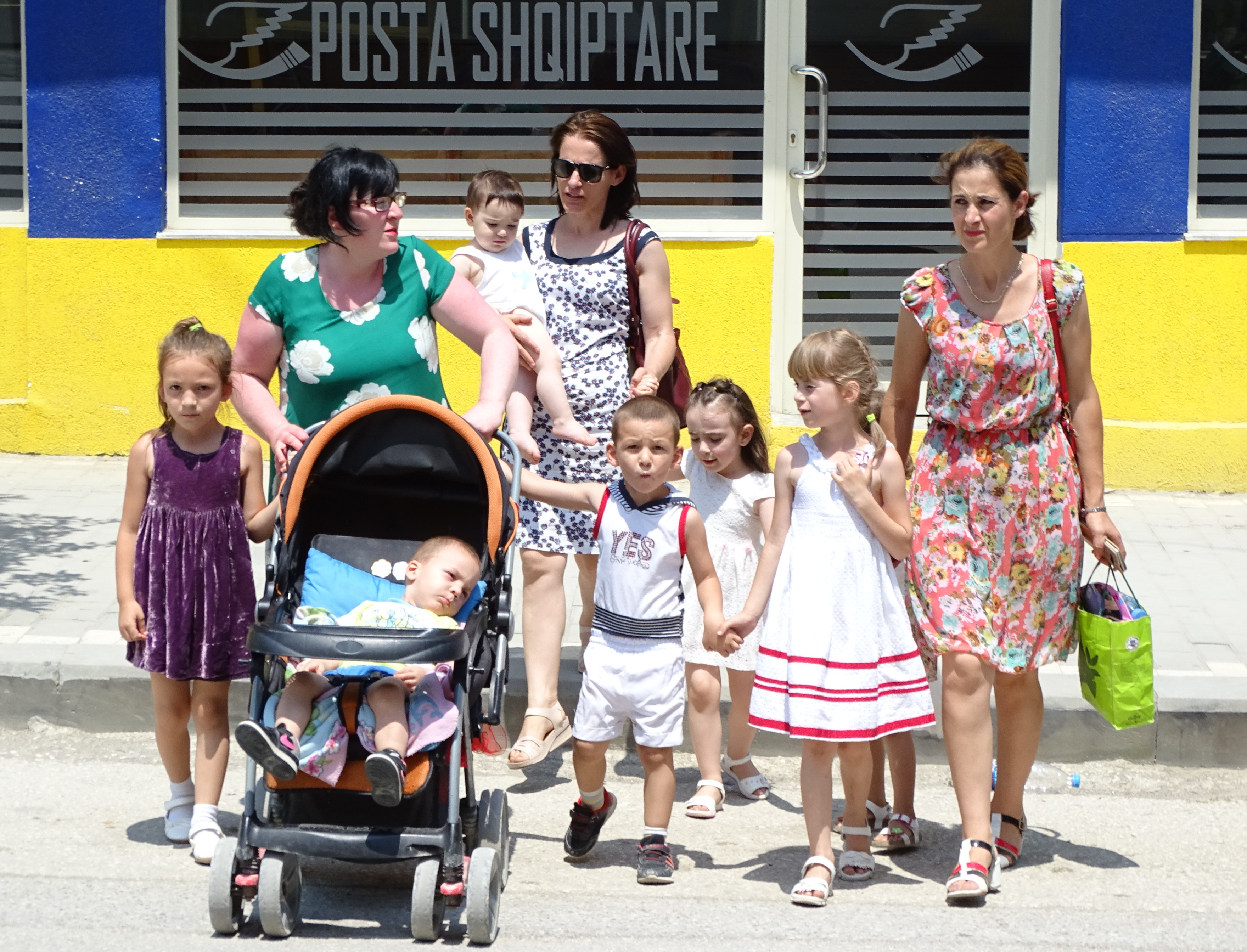
Албанські жінки та їхні діти в Бераті, Албанія

Сумарний коефіцієнт народжуваності становить 1,5 дітей на одну жінку (2015 р.), що нижче за рівень заміщення 2,1. Рівень поширеності контрацептивів досить високий: 69,3 % (2008/09). Більшість албанок створюють сім'ї на початку й у середині двадцяти років: з 2011 року середній вік першого шлюбу становив 23,6 для жінок і 29,3 для чоловіків.
Урбанізація Албанії низька порівняно з іншими європейськими країнами: 57,4 % від загальної кількості населення (2015 р.). У деяких сільських районах Албанії шлюби все ще укладаються за домовленістю, суспільство патріархальне й традиційне, перебуває під впливом традиційних цінностей кануну. Хоча примусові шлюби загалом не схвалюються суспільством, це «добре відоме явище в країні, особливо в сільських і віддалених районах», де і дівчата, і жінки "дуже часто вимушено йдуть до шлюбу через патріархальний менталітет і бідність".
Аборт в Албанії був повністю легалізований 7 грудня 1995 року. Аборт може виконуватися на вимогу до 12-го тижня вагітності. Жінки мусять проходити консультації протягом тижня до процедури, а лікарням, які виконують аборти, забороняється публікувати інформацію для громадськості стосовно того, яких жінок вони лікували.
Під час уряду Енвера Ходжі комуністична Албанія провадила політику контролю народжуваності, в умовах якої жінки були змушені робити небезпечні аборти або викликати викидні. Зрештою, країна посідала друге місце за рівнем материнської смертності у всій Європі і, за підрахунками, 50 % всіх вагітностей закінчувалися абортом.

## Ринок праці
Протягом комуністичного періоду жінки мали оплачувану роботу у великій кількості. Перехідний період в Албанії був ознаменований швидкими економічними змінами та нестабільністю. Ринок праці стикається з багатьма проблемами, які є спільними для більшості країн з перехідною економікою, таких як втрата робочих місць у багатьох секторах, що не були достатньо компенсовані новими секторами. Станом за 2011 рік рівень зайнятості становив 51,8 % для молодих жінок, у порівнянні з 65,6 % для молодих чоловіків.

## Освіта

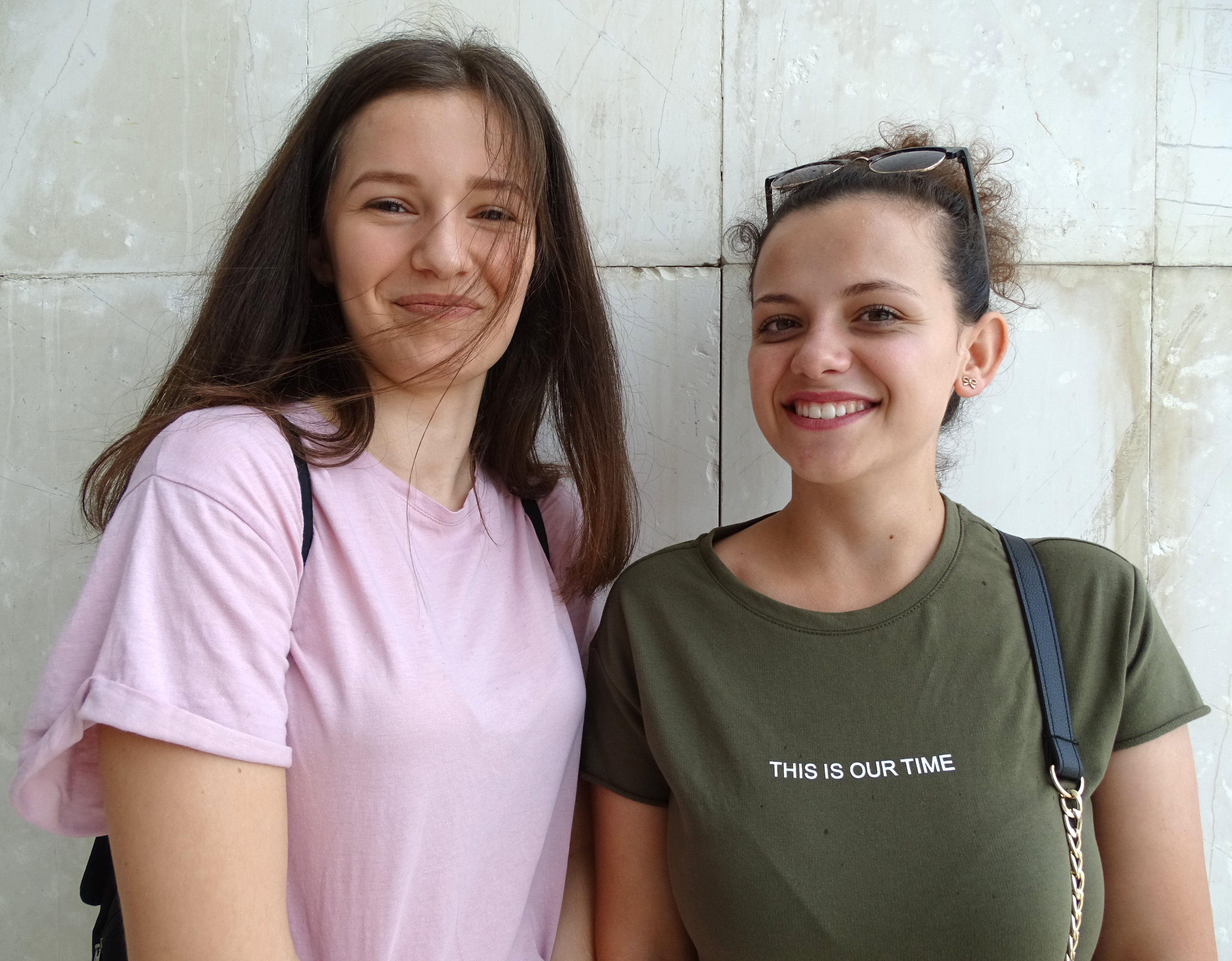
Молоді албанські студентки у Тирані

Ще в 1946 році приблизно 85 % албанців були неписьменними, головним чином тому, що школи, які використовували албанську мову, практично не існували в країні до того, як вона стала незалежною в 1912 році. До середини 19-го століття османські правителі забороняли використовувати в школах албанську. Комуністичний режим віддавав першочергове значення освіті, що охоплювало перепис населення, а також пропаганду соціалістичної ідеології в школах. Станом на 2015 рік рівень грамотності жінок був лише трохи меншим, ніж у чоловіків: 96,9 % проти 98,4 % відповідно.

## Насильство проти жінок
В останні роки Албанія вжила заходів для вирішення проблеми насильства проти жінок. Це охоплювало прийняття Закону № 9669/2006 (Закон про заходи проти насильства у сімейних відносинах) та ратифікацію Стамбульської конвенції.